# Benny Lai
Benny Lai (né le 27 avril 1925 à Aprigliano et mort le 12 décembre 2013 à Rome) est un journaliste et écrivain italien.

## Biographie
Né en 1925, Benny Lai est journaliste professionnel depuis 1946 et vaticaniste à partir de 1951. Expert en affaires politiques du Saint-Siège, il travaille pour la Gazzetta del Popolo, La Nazione, Il Resto del Carlino, ainsi que pour Il Giornale pendant la direction d’Indro Montanelli.
Particulièrement proche du cardinal Giuseppe Siri, il a avec celui-ci une longue série de rencontres entre 1956 et 1988.
Il meurt à Rome, après une longue maladie, le 12 décembre 2013 à l'âge de 88 ans.

## Œuvres
- 1961 : Vaticano sottovoce, Milan, Longanesi
- 1968 : Vaticano aperto, Milan, Longanesi
- 1969 : Montini, Milan, Longanesi
- 1978 : La seconda Conciliazione, Florence, Vallecchi
- 1979 : Finanze e finanzieri vaticani fra l'800 e il '900. Da Pio IX a Benedetto XV, Milan, Mondadori
- 1984 : I segreti del Vaticano da Pio XII a papa Wojtyla, Rome et Bari, Laterza
- 1993 : Il Papa non eletto. Giuseppe Siri, cardinale di Santa Romana Chiesa, Rome et Bari, Laterza
- 1999 : Affari del Papa. Storia di cardinali, nobiluomini e faccendieri nella Roma dell'Ottocento, Rome et Bari, Laterza
- 2006 : Il mio Vaticano. Diario tra pontefici e cardinali, Soveria Mannelli, Rubbettino
- 2008 : Giuseppe Siri. Le sue immagini, le sue parole, Gênes, De Ferrari
- 2010 : Racconti vaticani, Vérone, Fede & Cultura
- 2012 : Finanze vaticane. Da Pio XI a Benedetto XVI, Soveria Mannelli, Rubbettino